# Elaeagnus griffithii
Elaeagnus griffithii — вид квіткових рослин з родини маслинкових (Elaeagnaceae). Поширення: Індія (Східні Гімалаї), Бангладеш, Південно-Центральний і Південно-Східний Китай.

## Середовище
Населяє густі ліси, відкриті ліси; на висотах 200–2800 метрів.

## Біоморфологічна характеристика
Це кущ заввишки 2–4 метри. Колючки відсутні; молоді гілки густо залозисті або коричнево лускаті. Ніжка листка 9–14 мм; листкова пластинка в молодому віці знизу залозиста, в зрілому стані сіро-зелена та блискуча, від еліптичної до широкоеліптичної, 8–14 × 3–7 см, край майже цільний, знизу з коричневими лусками в молодому віці, в зрілому стані гола, бічні жилки 6–8 з кожного боку середньої жилки, підняті на обох поверхнях, добре помітні знизу, знизу тонкі, основа округла або майже закруглена, край загнутий, верхівка загострена до гострої. Квітки пониклі, по 1–9 у пазухах зрілого листя, світло-білі, зовні сріблясто-лускаті. Квітконіжка 3–5 мм, тонка, до 18 мм при плодах. Трубка чашечки широко дзвонова, 6–7 мм; частки овально-трикутні, 3–6 мм, всередині густо зірчасто-волохаті до зірчасто-повстяних з рідкісними коричневими лусками. Кістянка еліпсоїдної форми, ≈ 1.5 × 0.5 см, іржаво луската. Цвітіння: листопад — лютий; плодіння: квітень і травень.